# Tiina Mikkola
Tiina Mikkola (Kotka, 28 marzo 1972) è un'ex biatleta finlandese.

## Biografia
In Coppa del Mondo ottenne il primo risultato di rilievo il 30 novembre 1996 a Lillehammer (74ª) e il miglior piazzamento il 15 gennaio 1998 ad Anterselva (20ª).
In carriera prese parte a due edizioni dei Campionati mondiali, vincendo una medaglia.

## Palmarès

### Mondiali
- 1 medaglia:
  - 1 bronzo (staffetta[2] a Pokljuka/Hochfilzen 1998)

### Coppa del Mondo
- Miglior piazzamento in classifica generale: 74ª nel 1998